# 埼玉県八潮市道路陥没事故
埼玉県八潮市道路陥没事故（さいたまけんやしおしどうろかんぼつじこ）は、2025年（令和7年）1月28日、埼玉県八潮市の中央一丁目交差点で発生した陥没事故である。
トラック1台が穴に転落し、74歳の男性運転手が安否不明となった。原因は呼び径4.75メートルの下水道管（中川流域下水道中央幹線）の破損とみられる。陥没に伴う雨水管の崩壊で川の水が逆流したことが重なって運転席付近にまで水が溜まり、さらには地盤が救助用重機の重さに耐えきれず、新たな陥没が現場付近に生じ、運転手の救助が難航した。
日本社会が道路陥没に注目し、7都府県に下水道管路施設に対する緊急点検と、補完的に路面下空洞調査の実施が要請されるきっかけとなった。

## 経緯
1月28日9時50分ごろ、県道松戸草加線と潮止通りが交差する中央一丁目交差点において、直径約5メートル、深さ約10メートルにわたって道路が突然陥没し、男性1人が運転していた2トントラック1台が陥没穴に落下した。
事故発生後、消防隊などによりトラック運転手の救助活動が行われた。当初は運転手と会話できる状態だったが、13時ごろを最後にやりとりができなくなった。同日、県東部地区の埼玉SMART編成機関である埼玉東部消防組合に応援要請を行う。久喜消防署高度救助隊、指揮隊等が派遣され救助活動を開始。20時30分ごろにはトラックにワイヤーをかけ取り出しを試みるも、トラックの荷台と運転席が断裂した。
1月29日1時ごろ、クレーン車にてトラックの荷台が後方から徐々に取り出された。しかしその直後、交差点北側の地面で新たな陥没が発生。近隣の飲食店「和食麺処サガミ 八潮店」の看板や電柱が巻き込まれ、引き上げ作業が一時中断する事態となった。救助活動は2時30分頃に再開された。
同日、草加八潮消防組合は救助活動が長期化し二次災害の恐れがあることから、さいたま市消防局と東京消防庁に応援要請を行った。さいたま市消防局は特別高度救助隊「さいたまブレイブハート」を派遣し、東京消防庁の消防救助機動部隊・即応対処部隊ならびにさいたま市消防局の隊員とともに救助活動を行っている。13時ごろにはドローンによる陥没した穴の内部の確認も開始した。
日本国政府は1月29日の記者会見で、陥没事故を受けて全国の下水道管理者に対して緊急点検を行うよう要請し、国土交通省が埼玉県に技術的支援を行うと発表した。
23時20分に埼玉県は、陥没現場に流れ込む下水の量を減らすため、春日部市のポンプ場から新方川へできる限り塩素消毒をした上で緊急放流を開始した。新方川は中川と合流するが、中川から取水している浄水場は存在せず飲み水に影響はないとしている。
1月30日2時37分ごろ、空いていた2つの穴の間の路面が崩落した。これにより穴は直径40メートルを超える大きな穴となり、目視で確認できていた運転手が確認できなくなった。
午後には重機を穴に入れるため、付近の飲食店「和食麺処サガミ 八潮店」の駐車場の舗装を剥がして、穴につながるスロープの整備を開始した。当初は31日の完成を見込んでいたが、障害物の存在が見つかり作業が遅れ、2月1日に完成した。1つのスロープだけでは救助が難しかったため、2つ目のスロープの工事を5日に開始し、その日のうちに完成した。
夜から埼玉県は、水が漏れていた雨水幹線を陥没現場から上流450メートル付近に土のうを積み上げてせき止め、逆流を防ぐために陥没現場から下流500メートル地点で角落としを行い、下流域ではマンホールからコンクリートを流し込んで下水道管に壁を作る作業を進めている。
2月1日夕方以降、穴内部の水位が想定外に上昇しており、作業員の安全確保のために作業を一時中断している。今後の作業再開などは2日の午前9時以降に判断する。
事故発生から約1週間で、救助手段についての考察としての雑誌記事や解説動画がウェブページに示されるようになった。
2月9日午前7時半ごろから、トラックが転落した場所の近くで捜索がされたが、男性の手がかりとなるものは確認されなかった。穴の中には水が流れていて、スロープ崩壊の危険もあり、これ以上の穴の中での捜索は終了することを消防は発表した。
5月2日早朝、行方不明となっていた男性運転手を発見、その場で死亡が確認された。警察による司法解剖の結果、亡くなってから相当な期間が経ったと見られ、死因は不明となった。
| 時刻               | 内容                                                 | 備考                                |
| ------------------ | ---------------------------------------------------- | ----------------------------------- |
| 1月28日9時50分ごろ | 道路が陥没                                           | トラック一台が陥没穴に転落          |
| 1月28日13時ごろ    | これを最後にトラック運転手とのやりとりができなくなる |                                     |
| 1月28日23時ごろ    | 運転席にかけられたワイヤが切断                       |                                     |
| 1月29日2時30分     | 二つ目の陥没穴ができる                               | 和食麺処サガミの看板が巻き込まれる  |
| 1月29日23時30分    | 下水を塩素消毒したうえで新方川に緊急放流             | 陥没穴に流れ込む下水量を減らすため  |
| 1月30日2時37分ごろ | 二つの穴が一つの大きな穴になる                       |                                     |
| 1月30日13時ごろ    | 陥没穴内部のドローン調査開始                         |                                     |
| 2月1日             | 一つ目のスロープが完成                               | 1月31日の完成を見込んでいた         |
| 2月5日             | 二つ目のスロープが完成                               | 当日から工事開始                    |
| 2月9日             | 陥没穴内部からの救助作業を終了                       | 消防が発表                          |
| 2月10日            | 下水管の中で硫化水素が発生                           | 活動の障害に                        |
| 2月10日 午後       | 小型カメラ使った捜索を実施                           |                                     |
| 2月11日            | 新たに穴を掘り、位置関係特定へ                       | 発生から2週間                       |
| 2月11日午後        | 「キャビンの中に人がいる可能性」                     | 大野知事が言及                      |
| 2月12日正午        | 下水道の使用自粛要請を解除                           |                                     |
| 5月2日早朝         | 行方不明男性発見、後に地上へ搬出                     | 陥没地点より約30m下流の下水道管の中 |

## 原因

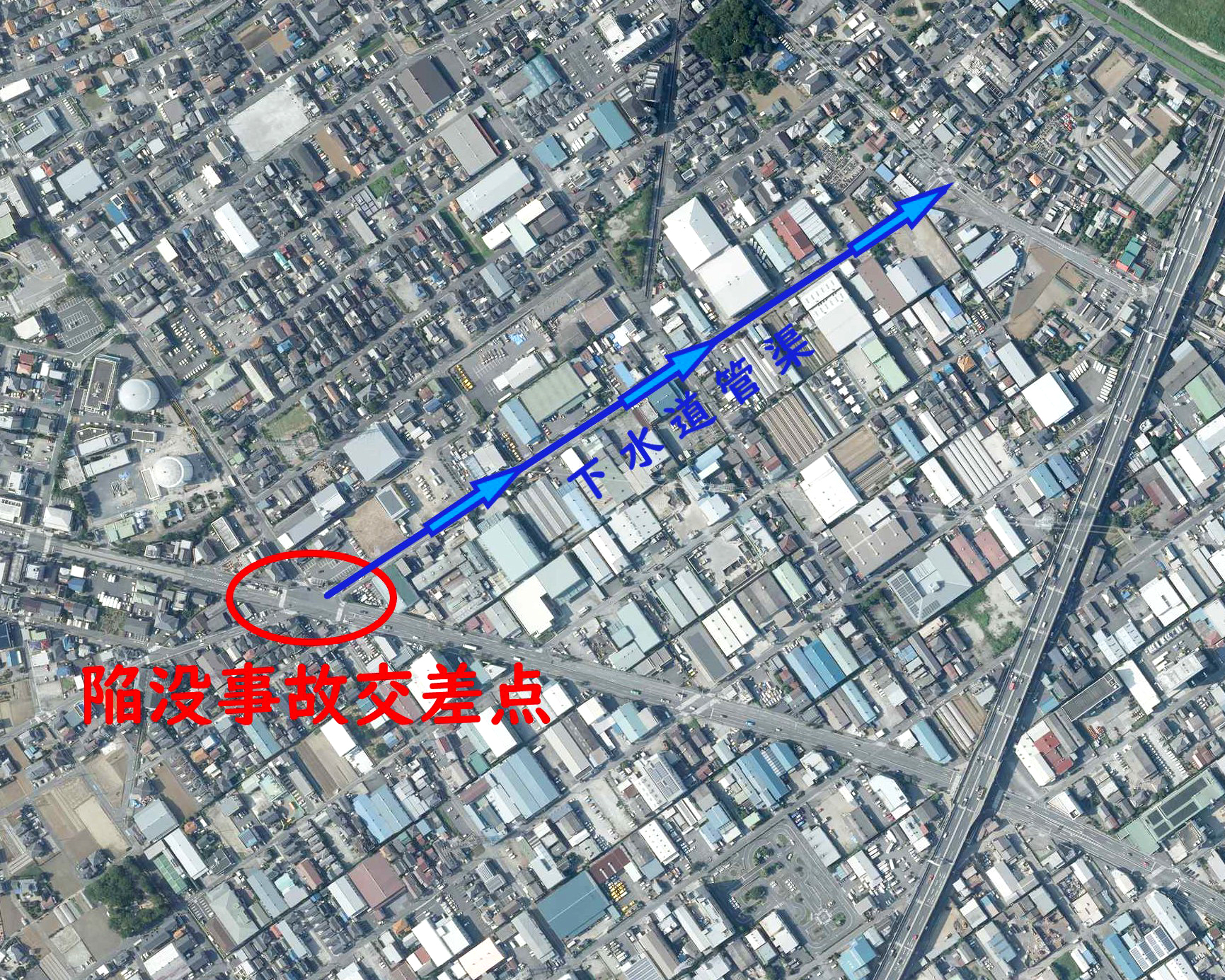
陥没事故交差点周辺の空中写真。交差点から北東方向の道路地中に下水道管渠が流れている。2019年8月3日撮影の画像より作成。

1回目の陥没は交差点地下10メートルにある下水道が「下水から発生した硫化水素が空気に触れて硫酸になったことで管を溶かした」などの理由で一部破損し、水が漏れるなどして空洞ができたこと、2回目の陥没は下水道管から水が漏れて土石が流れて空洞が出来たことや、転落したトラックとのバランスによって保たれていた力の関係が引き上げによって崩れたことだと見られている。
なお、陥没した周辺は中川低地に位置する。特に中央一丁目交差点付近は厚さ45m程度の沖積層の上に位置することが、田辺晋ほか（2008）の報告の図2のC-C'側線の地質断面図のC12およびC13のボーリング柱状図から読み取ることができる。さらに、事故地点から北西約700mの地質ボーリングの柱状図（埼玉県ボーリング柱状図の管理番号=23400032）には、深度1m付近に地下水面があり、N値4以下の軟弱地盤が地下32m付近まで連続していることが示されている。
ちなみに八潮市には水路が非常に多く存在している（八潮市#水路の街）。小規模な水路を暗渠化しその上に作られた道路も多い。

## 影響
陥没地点の周辺の道路には交通規制が設けられた。また28日には、ガス漏れの危険が予想されることを理由に、陥没地点から半径200メートル以内の約200世帯に対して避難勧告が発表された（29日に警戒区域へ移行）。
破損した下水道管に土砂が流れ込んでいるとみられており、下水道管が繋がっている三郷市の中川水循環センターでは流入する下水が減少した。また、この事故現場に流入する下水が水没や穴の拡大を引き起こし救助活動の妨げとなったほか、汚水が溢れる可能性も指摘された。これを受け1月29日、埼玉県庁は、草加市や八潮市、越谷市・春日部市・蓮田市・幸手市・白岡市・伊奈町・宮代町・杉戸町・さいたま市緑区と岩槻区・川口市東部の周辺9市・3町、約120万人に対して、下水道法第25条の27に基づく流域下水道の使用制限を発表した。
NTT東日本は、陥没事故により地中に埋まっているケーブルが断線したと発表した。これによりインターネットや電話がおよそ1300回線、固定電話がおよそ300回線利用できない状態となった。

## 支援
下水道の使用制限を受け、東京都足立区や葛飾区・台東区・荒川区・千代田区・新宿区・墨田区・豊島区、埼玉県川口市・さいたま市は、破損した下水道の流域住民に対し、住所が確認できる公的身分証明書を持参すれば、銭湯や区有施設の公衆浴場入浴料を当面の間、無料にすると発表した。

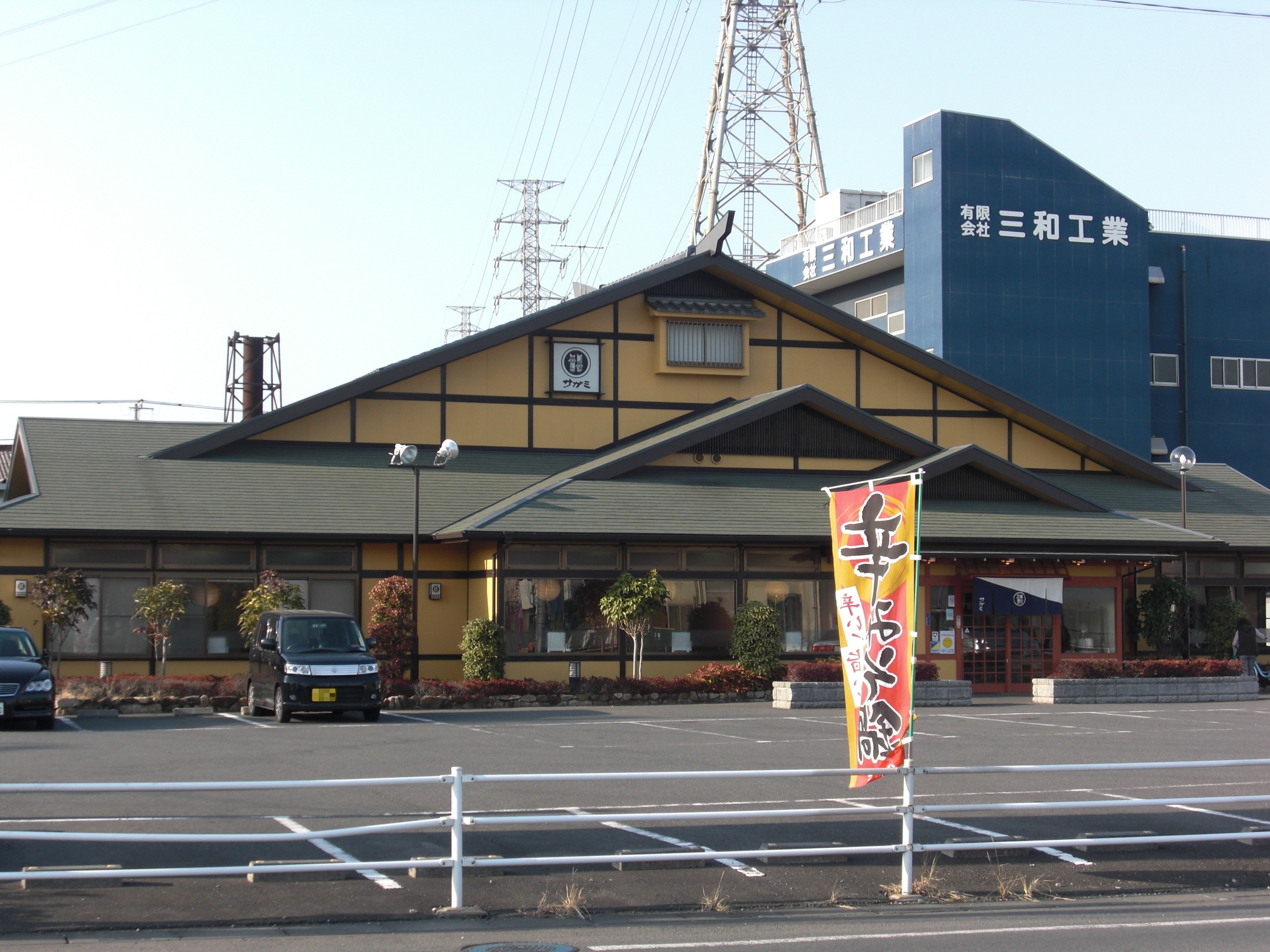
事故現場の近傍に位置するサガミ八潮店（2011年2月）

和食レストランチェーン「サガミ」は1月28日、陥没地点の近くにある「和食麺処サガミ 八潮店」の営業を当面の間休止することを発表した。同店舗では前述の通り、29日1時ごろの陥没で店舗看板が巻き込まれる被害を受けている。また、救助活動に必要なスロープの設置に際し、同店舗の駐車場を破壊する許可をすることで、運転手の救助活動に協力している。
2月11日、埼玉県庁は八潮市に対して、災害救助法を適用することを発表した。
事故現場周辺では、住民が避難したり交通規制が行われたりした影響が続き、八潮市によると、これまでに市内外の人から「寄付をしたい」という声が相次いで寄せられている。これを受け、八潮市は13日からふるさと納税を活用して、道路陥没に関連する寄付の受付を始めた。
この寄付への返礼品はないが、寄附金の具体的な使いみちは決まっていない。2月14日午前10時の時点では、復旧事業や再発防止を含めた安全対策に使いたいとしており、13万円余りが寄せられ、2025年（令和7年）3月31日まで受け付けた。八潮市役所企画経営課は「支援したいという声は本当にありがたく、励みになっています。大切に活用していきたい」と述べている。

## 行政の対応

### 政府

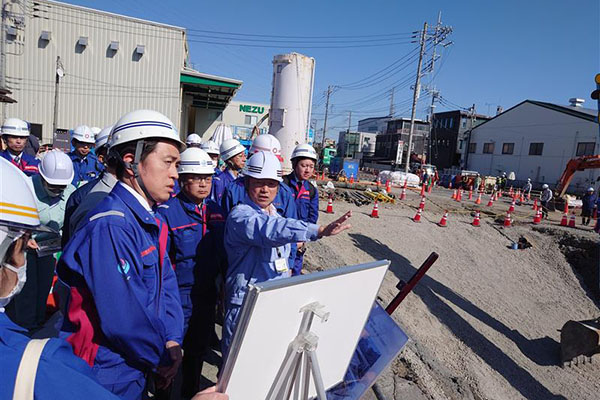
八潮市市長の大山忍から説明を受ける国土交通大臣の中野洋昌。同年2月15日。

国土交通省は、事故現場の下水道管について、埼玉県内12市町村から汚水が集まり、下水処理場につながる太い管路だったとしている。官房副長官の橘慶一郎は同年1月29日の記者会見で、全国の下水道管理者に対して、直径2メートル以上で大規模な処理場に接続する下水道管を対象に、腐食などによる破損がないか緊急点検を実施するよう要請したと発表。緊急点検は同様の管路を管理する埼玉、千葉、東京、神奈川、大阪、兵庫、奈良の7都府県13か所が対象となる。
2月5日に行われた内閣官房の国土強靱化推進会議では、事故を受けて、国土強靱化に向けた新たな計画に上下水道管の集中的な修繕や更新の推進といった老朽インフラ対策を盛り込む方針を決定した。
2月7日、国土交通大臣の中野洋昌は閣議後の記者会見で、再発防止策などを検討する有識者委員会を2月中に設置すると明らかにした。下水道法による法定点検の対象拡大や点検ペースなど、点検手法の見直しについて議論するとしている。

### 地方自治体
国土交通省は7都府県に対して緊急点検を実施するよう指示したが、実際には7都府県に留まらず複数の自治体が下水道設備の緊急点検や自主点検を相次いで実施した。

#### 埼玉県

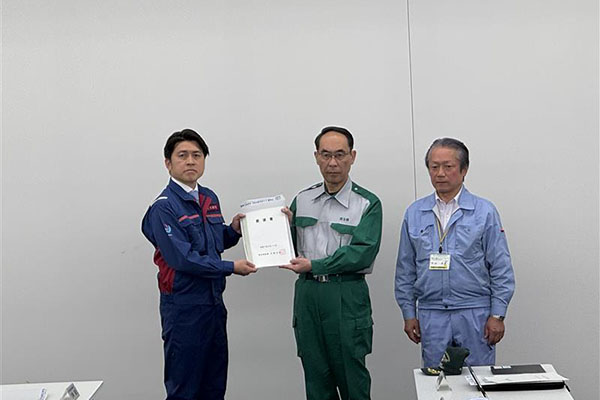
要望書の手交。2月15日。左から国土交通大臣の中野洋昌、埼玉県知事の大野元裕、八潮市市長の大山忍

下水道法では、腐食の恐れが高い下水道管を対象に5年に1回以上の点検実施が義務付けられており、管理する自治体が点検の対象を決定し、実施している。事故が発生した現場は対象外であったが、県は管理する全ての下水道管を5年に1回のペースで自主的に点検しており、現場の管についても2021年に行っていた。
事故を受け、県内の各自治体では下水道管の緊急点検が進められた。さいたま市は事故発生翌日の1月29日から腐食の発生しやすい環境下の下水道管242か所を対象に先行して点検を実施している。所沢市では緊急点検の対象となる下水道管が市内に存在しなかったが、2月3日より市独自の基準で自主点検を開始した。戸田市でも直径2メートル以上の下水道管の検査を年内に実施するとしている。
八潮市市長の大山と埼玉県知事の大野は2月15日に国土交通大臣の中野と会談し、大野から中野へ、技術面および財政面の支援を国に求める要望書を手交した。大野は同月20日に首相の石破茂とも会談し、要望書を手交した。

#### 奈良県
2月7日、奈良県は要請に基づく緊急点検の結果、下水道管上部の地中39か所に空洞の疑いがあると確認し、うち2か所で路面陥没が発生する可能性が高いと発表した。県は2か所周辺を立ち入り禁止とした上で、詳細に調査を行い実際に空洞が確認された場合は補修工事に取りかかるとしている。

#### 愛知県
愛知県が管理する施設には国交省の緊急点検対象はないものの、今年度より矢作川流域下水道が同規模に達したため同等の点検を実施した。対象地域は岡崎市、豊田市、安城市、西尾市に及んだ。緊急点検の結果、異常は確認されなかった。
2025年2月6日に名古屋市緑区で市道が陥没し乗用車がはまって動けなくなる事故が発生した。

#### 東京都
国の要請に基づき、清瀬水再生センターに流入する下水道幹線約19kmについて緊急点検を行った。また下水道局として独自に口径2m以上の下水道管で腐食の恐れが高い部分約24kmも緊急点検を行った。都内で下水道が敷設されている国道・都道は約1200kmとなる。都心部は高度経済成長時代に造られ老朽化が進んでいると専門家は指摘している。三宅島は老朽化が顕著に進んでいる。

## 下水管の延命

### 法定耐用年数を超えた使用
東京都建設局の「下水道管の老朽化対策」というPDF資料によると、
アセットマネジメント手法を活用し、法定耐用年数(50年)より30年程度延命化し、経済的耐用年数(80年程度)で計画的かつ効率的に再構築
との方針が示されている。

### 管路更生工法
日本管路更生工法品質確保協会は下水道管の老朽化問題に対し予防保全として開削工事を伴わない方法を提案している。マンホール間の施工品質チェックも超音波を用いた非破壊検査にて可能とするべく東京都と実用化に向けた共同研究を行っている。工法には様々な種類がある。なお「管渠更生工法」という呼称も使われている。

## 今後の見通し
埼玉県は、大学教授などで作る「復旧工法検討委員会」を設置しているが、委員長を務める日本大学の森田弘昭教授は、下水道管の損傷が大きければ、完全復旧には2 - 3年かかる可能性もあると指摘した。その後、埼玉県は4月23日、現場周辺の下水道管の全面的な対策工事について5 - 7年を要するとの見方を明らかにしている。